# Раджапика
Раджапика, Араджабиг (монг. Аригиба?, ᠷᠠᠴᠠᠪᠠᠭ
ᠷᠠᠵᠠᠪᠠᠭ?, кит. 天順帝; 1320 — 14 ноября 1328) — седьмой император династии Юань (китайское храмовое имя — Тяньшунь-ди); девиз правления — Тяньшунь (кит. трад. 天順, пиньинь Tiānshùn, 1328), одиннадцатый великий хан (каган) Монгольской империи (монгольское храмовое имя — Ашидхэв-хаган), старший сын китайского императора и монгольского хана Есун-Тэмура.

## Биография
В 1324 году Раджапика был объявлен своим отцом Есун-Тэмуром наследником императорского трона. В июне 1328 года, после внезапной смерти Есун-Тэмура в Шанду, военачальник Давлат-шах (фаворит покойного императора) провозгласил Араджабига (Раджапику) новым императором. Его поддержали большинство монгольских нойонов под руководством нойона Дорчи. В августе того же 1328 года монгольский военачальник Эль-Тэмур, командовавший войсками в Даду, поднял восстание против нового императора. Эль-Тэмур призвал на императорский престол царевича Туг-Тэмура, сына Хайсана. В том же месяце Туг-Тэмур приехал в Даду, где был провозглашен новым великим монгольским хаганом. Между сторонниками Араджабига и Туг-Тэмура началась гражданская война. Армия Араджабига двинулась на Даду, но потерпела поражение от войск Эль-Тэмура. Царевичи Оруг-Тэмур и Буга-Тэмур, военачальники Араджабига, перешли на сторону Туг-Тэмура. Туг-Тэмур и Эль-Тэмур во главе армии двинулись на Шанду, жители которой вскоре сдались. Давлат-шах и все другие приверженцы Араджабига были схвачены и казнены. Сам восьмилетний император Араджабиг пропал без вести или был убит.